# Couroupita subsessilis
Couroupita subsessilis är en tvåhjärtbladig växtart som beskrevs av Pilg.. Couroupita subsessilis ingår i släktet Couroupita, och familjen Lecythidaceae. Inga underarter finns listade i Catalogue of Life.